# Svinița, Mehedinți
Svinița (sârbă Свињица, Свиница) este satul de reședință al comunei cu același nume din județul Mehedinți, Banat, România.